# 近江薬業
近江薬業株式会社（おおえやくぎょう）は、滋賀県彦根市外町166-7に本社を置く、医薬品・医療機器・一般用医薬品等の卸売販売をおこなう企業であった。現在は、「ケーエスケー」である。

## 概要
- 設　立 1951年（昭和26年）3月26日
- 資本金 1,200万円
- 代表取締役社長　平井明夫

## 沿史
- 1951年（昭和26年）3月 「近江薬業株式会社」を設立
- 1980年（昭和55年）4月 「大五薬品株式会社」と合併し「株式会社ダイゴ」と商号変更

## 支店・営業所
- 栗原営業所・滋賀県栗太郡栗原町坊袋186
- 京都府営業所・京都府京都市下京区寺町仏光寺西入

## 主な取引メーカー
- 三共
- 万有製薬
- 稲畑産業
- 協和発酵
- 明治製菓
- 杏林製薬
- 森下製薬
- フナイ
- 日本シエーリング
- 菱山
- 金星